# Нариньо (Антьокия)
Нариньо (исп. Nariño) — город и муниципалитет на севере Колумбии, на территории департамента Антьокия. Входит в состав субрегиона Восточная Антьокия.

## История
Поселение из которого позднее вырос город было основано 23 апреля  1827 года. Муниципалитет Нариньо был выделен в отдельную административную единицу в 1913 году.

## Географическое положение
Город расположен в юго-восточной части департамента, в гористой местности Центральной Кордильеры, на расстоянии приблизительно 77 километров к юго-юго-востоку (SSE) от Медельина, административного центра департамента. Абсолютная высота — 1465 метров над уровнем моря.

Муниципалитет Маринилья граничит на севере с муниципалитетом Архелия, на северо-западе и западе — с муниципалитетом Сонсон, на юго-западе, юге и востоке — с территорией департамента Кальдас. Площадь муниципалитета составляет 313 км².

## Население
По данным Национального административного департамента статистики Колумбии, совокупная численность населения города и муниципалитета в 2012 году составляла 16 730 человек.
Динамика численности населения муниципалитета по годам:
| 2005   | 2006   | 2007   | 2008   | 2009   | 2010   | 2011   | 2012   |
| ------ | ------ | ------ | ------ | ------ | ------ | ------ | ------ |
| 15 579 | 15 730 | 15 886 | 16 046 | 16 210 | 16 379 | 16 553 | 16 730 |

Согласно данным переписи 2005 года мужчины составляли 51,5 % от населения Нариньо, женщины — соответственно 48,5 %. В расовом отношении белые и метисы составляли 99,3 % от населения города; негры, мулаты и райсальцы — 0,6 %, индейцы — 0,1 %.
Уровень грамотности среди всего населения составлял 82,6 %.

## Экономика
Основу экономики Нариньо составляют сельскохозяйственное производство. На территории муниципалитета выращивают сахарный тростник, кофе, бананы и юкку. Развито животноводство.

41,4 % от общего числа городских и муниципальных предприятий составляют предприятия торговой сферы, 32,1 % — промышленные предприятия, 26,2 % — предприятия сферы обслуживания, 0,3 % — предприятия иных отраслей экономики.